# Houdain
Houdain település Franciaországban, Pas-de-Calais megyében. Lakosainak száma 6990 fő (2022. január 1.). Houdain Bruay-la-Buissière, Rebreuve-Ranchicourt, Maisnil-lès-Ruitz, Ruitz, Beugin, Divion és Haillicourt községekkel határos.

## Népesség
A település népességének változása:
| Lakosok száma | 7473 | 7364 | 7403 | 7246 | 7178 | 7110 | 7066 | 7030 | 6990 |
|               | 2013 | 2015 | 2016 | 2017 | 2018 | 2019 | 2020 | 2021 | 2022 |